# Wapen van Biervliet

Wapen van Biervliet

Het wapen van Biervliet werd op 6 november 1858 bevestigd door de minister van Binnenlandse Zaken aan de Zeeuwse gemeente Biervliet. Per 1 april 1970 ging Biervliet op in de gemeente Terneuzen. Het wapen van Biervliet is daardoor definitief komen te vervallen als gemeentewapen. In het wapen van Terneuzen van 1970 tot 2002 is in het schouderschild het (heraldisch gezien) rechterhelft, de gouden kruis met de penningen, van het gemeentewapen opgenomen ter verwijzing naar Biervliet. In het huidige wapen van Terneuzen is het schouderschild verwijderd.

## Blazoenering
De blazoenering van het wapen luidde als volgt:
Zijnde een schild parti, het regterdeel van keel met een kruis van goud, vergezeld in elk canton van vijf penningen van hetzelfde, het linkerdeel van sabel met eenen leeuw van zilver, getongd en geklaauwd van goud.
De heraldische kleuren zijn keel (rood), goud (goud of geel), sabel (zwart) en zilver (wit). In de heraldiek zijn links en rechts gezien van achter het schild; voor de toeschouwer zijn de termen links en rechts dus verwisseld. 

## Verklaring
Tijdens de Vierde Kruistocht en de inname van Constantinopel (1204) zouden de mannen van Biervliet de banier van Vlaanderen op de stadsmuur hebben geplant. Aan dit heldhaftig optreden zou het wapen van Biervliet zijn ontleend.

Rechts vier keer vijf penningen verwijzend naar de letter B als zijnde de afkorting van de Griekse spreuk Basileus Basileoon Basileuoon Basileuontoon, die betekent: Koning der Koningen die heerst over de heersers. De zilveren leeuw op een zwart veld is ontleend aan het wapen van Gent.

## Verwante wapens

Variant uit de 18e eeuw met hartschild
Wapen van Gent
Wapen van Terneuzen 1970-2002